# Tiffany Hopkins
Pour les articles homonymes, voir Hopkins.
Tiffany Hopkins, née le 28 juin 1981 à Mont-Saint-Aignan, est une actrice pornographique française dont la carrière s'est déroulée de 2001 à 2007.

## Biographie
À dix-neuf ans, Tiffany Hopkins entame des études de commerce qu'elle arrête ensuite pour fréquenter le monde de la nuit, où elle rencontre son futur mari. Peu de temps après, elle rencontre lors d'une soirée l'actrice X Anastasia Kass, qui la convainc de travailler dans le milieu du cinéma pornographique. Elle tourne sa première scène hard sous la direction de Max Bellocchio.
Après plusieurs films à petit budget, elle tient des rôles dans des productions plus importantes comme Une nuit au bordel, réalisé par John B. Root pour le compte de Marc Dorcel. Elle signe un contrat avec Blue One, qui la met en vedette dans des films signés par des réalisateurs comme Fred Coppula ou Yannick Perrin. Gagnant en notoriété, elle fait la couverture du magazine Hot Vidéo et reçoit en 2003 au festival international de l'érotisme de Bruxelles l'European X Award de la meilleure starlette. En 2005, elle part  tourner aux États-Unis, où elle apparaît dans divers gonzos. Elle refuse les pratiques extrêmes à ses débuts, mais les accepte ensuite occasionnellement. Technikart loue son naturel, qui fait d'elle « une actrice humaine et attachante ».
Après cinq ans et demi de tournages, Tiffany Hopkins annonce en 2007 qu'elle met un terme à sa carrière d'actrice. Elle déclare à la même époque : « je ne veux pas changer de vie. Cet univers me plaît trop. Il y a quelque chose de spécial que l'on ne retrouve pas ailleurs. C'est un métier hors norme, nous sommes des marginaux. Je ne peux pas revenir en arrière. C'est comme une famille, c'est rassurant. Et de toutes les manières, si je voulais changer complètement de milieu, qu'est-ce que je répondrais si l'on me demande : Tu as fait quoi ces cinq dernières années ? ». Elle demeure ensuite un temps dans le milieu du X en travaillant comme attachée de presse de V. Communications, la société de production cofondée par Véronique Lefay.

## Filmographie partielle
- 2001 : La Jouisseuse, d’Alain Payet (Marc Dorcel)
- 2001 : Infirmières à domicile, de Patrice Cabanel (JTC Vidéo)
- 2001 : Rocco super motor hard, de Rocco Siffredi (Evil Angel)
- 2001 : La Croupe des vices, de Manuel Ferrara (Lucy Vidéo)
- 2002 : Lollipops 16 , Magmafilm
- 2002 : Xperiment, de John B. Root (JBR Média)
- 2002 : Mélanie sex-model, de Mike Foster (Marc Dorcel)
- 2002 : Roller sex de Stan Lubrick (JTC Vidéo)
- 2002 : LuXure, de Fred Coppula et Clara Morgane (Blue One)
- 2002 : Les Peintres, de Christian Lavil (Alkrys)
- 2002 : Les Campeuses de Saint-Tropez, d'Alain Payet (Blue One)
- 2002 : Une nuit au bordel, de John B. Root (Marc Dorcel)
- 2002 : Sexe eXpress, de Stan Lubrick (JTC Vidéo)
- 2003 : Interimx, de Christian Lavil (Alkrys)
- 2003 : La Menteuse, de Fred Coppula (Fred Coppula prod)
- 2003 : Baise-moi si tu veux, de Stan Lubrix (JTC Vidéo)
- 2003 : Mes Meilleures copines, de Yannick Perrin (Blue One)
- 2003 : Le Mystère d'Aphrodite, de Christophe Mourthé
- 2003 : Le Palais des phantasmes, d’Alain Payet (Blue One)
- 2003 : Rocco's hardest scenes (Evil Angel)
- 2003 : Les Parisiennes, de Yannick Perrin (Blue One)
- 2003 : Les Secrétaires, de Yannick Perrin (Blue One)
- 2003 : Vendeuses en prêt-à-niquer de Christian Lavil (Alkrys)
- 2004 : Vendeuses : prêtes à niquer de Patrice Cabanel (JTC Vidéo)
- 2004 : En toute intimité, d'Angela Tiger (Marc Dorcel)
- 2004 : Salopes 1 de Fred Coppula (Studio X)
- 2004 : Anal expedition 4 (Red Light District)
- 2004 : Katsumi Provocation d'Alain Payet (Blue One)
- 2004 : Tentations, de Fred Coppula
- 2005 : Throat gaggers 8 (Red Light District)
- 2005 : Une passion obsédante de  Gilbert Pop (téléfilm érotique diffusé sur M6)
- 2005 : Anal addicts 18 (Northstar)
- 2005 : Anal cavity search (Red Light District)
- 2005 : Black dicks in white chicks 10 (Red Light District)
- 2005 : Katsumi à l'école des infirmières d'Alain Payet (Blue One)
- 2005 : Le Bus en folie, de Patrice Cabanel (JTC Vidéo)
- 2005 : Pénétrations sauvages, de Max Cortes
- 2005 : Fuck Club de Fred Coppula
- 2005 : Jack's playground 29 (Digital Playground)
- 2005 : My daughter's fucking Blackzilla 1
- 2005 : Propriété privée, de Jack Tyler (HPG Prod)
- 2005 : Service animals 19 (Evil Angel)
- 2005 : Rocco: top of the world (Evil Angel)
- 2005 : Pussy Kat (Ninn Worx)
- 2005 : Riding the curves 2 (Hustler)
- 2006 : Les Concubines d’Ovidie (V. Communications)
- 2006 : Urgences, d’Alain Payet (Marc Dorcel)
- 2006 : Éloge de la chair, de Jack Tyler  (V. Communications)
- 2006 : Nacho rides again (Evil Angel)
- 2006 : Rocco's dirty dreams 2 (Evil Angel)
- 2006 : Slam it! — Double penetration, de Gazzman (Evil Angel)
- 2007 : Panique dans les bois, de Pepe Catman (Marc Dorcel)
- 2007 : La Pervertie, de Bamboo (V. Communications)
- 2007 : SADE - initiation de 3 jeunes filles de Martin Cognito (Colmax)

## Récompenses
- 2003 : X Awards de Bruxelles : meilleure starlette[4]
- 2006 : X Awards de Bruxelles : Grand Prix du Jury[4]